# Latakija
Latakija (arabsko اللَاذِقِيَّة‎, al-Lādhiqīyah) je glavno sirsko pristanišče in upravno središče Latakijskega governorata. V antiki je bila znana kot Laodicea ali Laodicaea ad Mare. Mesto je tudi proizvodno središče za sosednja poljedelska naselja in vasi. Leta 2004 je imela 383.786 prebivalcev  in bila za Alepom, Damaskom, Homsom in Hamo peto največje mesto v Siriji. Na jugu meji na governorat Tartus, na vzhodu s Hamo in na severu z Idlib.
Četudi je bilo mesto naseljeno že v 2. tisočletju pr. n. št., je bila sodobna Latakija ustanovljena šele v 4. stoletju pr. n. št. med vladavino Selevkidov. Mestu so zatem vladali Rimljani in Bizantinci, za njimi Umajadi in od 8.-10. stoletja Abasidi. Med njihovo vladavino so mesto pogosto napadali Bizantinci, ga občasno osvojili, potem pa so ga ponovno osvajali Arabci, zlasti Fatimidi. Za njimi so mestu vladali Seldžuki, križarji, Ajubidi, Mameluki in Osmani. Po Prvi svetovni vojni je Latakija pripadla Francoskemu mandatu v Siriji, v katerem je leta 1922 postala glavno mesto  samostojne Alavitske države. Alavitska država je zatem večkrat razglasila svojo neodvisnost, dokler ni bila leta 1944 dokončno priključena k Siriji.

## Etimologija
Podobno kot mnogo drugih selevkidskih mest je tudi Latakija dobila ime po enem od članov vladajoče dinastije. Selevk I. Nikator jo je v čast svoji materi Laodiki poimenoval Laodikeja na obali (grško starogrško Λαοδίκεια ἡ Πάραλος: Laodikeia é Páralos). Kasneje so ime polatinili v  Laodicea ad Mare. Izvirno ime se je ohranilo v arabski obliki kot اللاذقية‎ (al-Ladhiqiyyah).  V Osmanskem cesarstvu se je imenovala Lazkiye.

## Zgodovina

### Starodavno naselje in ustanovitev
Področje Latakije na rtiču Ras Ziyara ima dolgo naselitveno zgodovino. Na tem mestu je bilo feničansko naselje Ramita, Grkom znano kot Leukê Aktê (bela obala). Mesto je opisal Strabon v svoji Geografiji:
Mesto je zelo lepo zgrajeno, ima dobro pristanišče in zemljo,  na kateri poleg poljščin pridelajo tudi obilo vina. Mesto je glavni dobavitelj vina Aleksandriji, ker je cela gora nad mestom njegova last in poraščena z vinogradi so samih vrhov. Vrhovi so sicer precej daleč od Laodikeje, vendar se njihova pobočja blago in postopoma dvigujejo, se nad Apamejo dvignejo v višino in nadaljujejo do  navpičnih sten.

### Rimsko in bizantinsko obdobje
Mesto je bilo sedem stoletij pomembna sirska kolonija Rimskega cesarstva. Imenovala se je Laodicea in Syria ali Laodicea ad mare. Od leta 528 do 637 je bila upravno središče bizantinske province Teodoriane. V 1. stoletju n. št. je v njej živelo veliko Judov. V 4. stoletju je v njej živel heretski škof Apolinarij. Mesto je od najzgodnejšega obdobja kovalo svoj denar.

### Križarji, Ajubidi in Mameluki
Po neuspelih poskusih Bohemonda I. Antioškega, da bi Bizantincem odvzel Latakijo, je mesto leta 1103 osvojila križarska vojska pod poveljstvom Tankreda Galilejskega, veterana prve križarske vojne in regenta Kneževine Antiohije. Po porazu antioške vojske v bitki pri Haranu leta 1104 so mesto ponovno zasedli Bizantinci, vendar so ga kmalu spet izgubili. V pogodbi, podpisani leta 1108 se je Bohemond obvezal, da bo Latakijo do leta 1110 vrnil Bizantincem, vendar obveze ni spoštoval in Latakija je ostala pod antioško oblastjo. Postala je glavno antioško pristanišče, dokler niso Antiohije leta 1268 osvojili Mameluki.
Okoli leta 1300 je arabski geograf Šamsudin Al Dimaški zapisal, da Latakija nima tekoče vode, da so drevesa bolj redka, ima pa »čudovito pristanišče, polno velikih ladij«. Leta 1332 je Latakijo obiskal maroški svetovni potnik Ibn Batuta.

### Osmansko cesarstvo
V osmanskem obdobju je bila latakijska regija naseljena večinoma z alaviti. Pomembna manjšina so bili Turkmeni. V mestu samem je živelo veliko sunitov in kristjanov. Zemljiški gospodje na podeželju so bili večinoma suniti, kmetje pa večinoma alaviti. Alaviti so bili relativno avtonomni, vendar niso imeli priznanega niti statusa milleta. Odnosi med njimi in osmanskimi gospodarji so bili zato precej napeti. 
Ko je bil leta 1888 ustanovljen Bejrutski vilajet, je Latakija postala njegovo najbolj severno mesto. 

### Obdobje Francoskega mandata
Leta 1920 je Latakija pripadla Francoskemu mandatu v Siriji. Ustanovljena je bila Alavitska država, ki je trajala do leta 1936, ko je bila priključena k Siriji.

### Sodobno obdobje
Skoraj vse klasične zgradbe v mestu so bile porušene, pogosto tudi zaradi potresov. Med ohranjene spadata slavolok zmage in korintski stebri, znani kot Dionizova kolonada.
Leta 1948 je bil narejen obsežen načrt za obnovo mesta. Prva faza obnovitvenih del v pristanišču, ki so se začela leta 1950, je bila zaključena že naslednje leto in pristanišče je začelo prevzemati vedno večji delež sirske prekomorske trgovine. 
Leta 1957 je Turčija obtožila Sirijo, da ščiti turške komuniste,  in začeli ob sirski meji kopičiti svojo vojsko. Gamal Abdel Naser je zato ukazal, da se v Latakiji izkrca 4.000 egiptovskih vojakov. 
Latakija je bila leta 1968 z avtocesto povezana z Alepom in dolino Evfrata. Cesto je dopolnila dograditev železniške proge do Homsa. Pomen pristanišča se je zaradi krize v Libanonu in izgube pristanišč Bejrut in Tripoli  po letu 1975 še povečal. 
V oktobrski vojni leta 1973 se je tik pred Latakijo dogajala pomorska bitka med Izraelom in Sirijo. 